# Schlacht von Algier
Die Schlacht von Algier (frz. la bataille d’Alger) bezeichnet die militärische Auseinandersetzung, in der sich die französische Armee und die algerisch-nationalistische Rebellenorganisation FLN zwischen Januar und Oktober 1957 in Algier gegenüberstanden. Sie war Teil des Algerienkrieges und stellte ein wichtiges Element der französischen „Befriedungsstrategie“ in Bezug auf Algerien dar.

## Verlauf und Bedeutung
General Jacques Massu erhielt vom französischen Generalgouverneur in Algier, Robert Lacoste, den Auftrag, gegen die algerisch-nationalistische Rebellenorganisation FLN, die für die staatliche Unabhängigkeit Algeriens von Frankreich kämpfte, mit seiner 10. Fallschirmjägerdivision militärisch vorzugehen. Die FLN war besonders im Großraum Algier organisiert; die französische Armee hatte die Hoffnung, durch Zerschlagen der militärischen und politisch-administrativen Strukturen der FLN in Algier die Aktivitäten der Organisation im ganzen Land lahmzulegen.
Im weiteren Verlauf erfolgten Anschläge, Entführungen und Morde durch die FLN, auf der anderen Seite Massenverhaftungen, systematische Folter und Deportationen durch französisches Militär, vor allem Fallschirmjäger („Paras“) und Sicherheitskräfte. Das brutale Vorgehen, später als Französische Doktrin bezeichnet, verletzte systematisch die Menschenrechte. Bis heute sind 3000 Algerier, die damals verhaftet wurden, spurlos verschwunden. Die Zahl der Anschläge ging stark zurück; die militärischen und politischen Führungskräfte der FLN wurden fast vollzählig verhaftet.
Obwohl die Schlacht von Algier für die FLN einer militärischen Niederlage gleichkam, errang die algerische Rebellenorganisation gleichzeitig einen politischen Sieg. Der „schmutzige Krieg“ unter dem systematischen Einsatz von Folter hatte Frankreich international diskreditiert und war auch von großen Teilen der französischen Öffentlichkeit als skandalös empfunden worden. Das politische Anliegen der FLN dagegen war erstmals einer internationalen Öffentlichkeit ins Bewusstsein getreten. Die Algerienfrage war somit keine innere Angelegenheit Frankreichs mehr. Die algerischen Nationalisten, obwohl durch die französische Repression geschwächt, konnten ab 1957 auf zunehmende Unterstützung aus dem Ausland zählen und steigerten auf diese Weise die Aussicht auf die staatliche Unabhängigkeit Algeriens von Frankreich.

## Spielfilm
- Schlacht um Algier von Gillo Pontecorvo (1966)
- Sie fürchten weder Tod noch Teufel von Mark Robson (1966)